# هریس اشکورو
هریس اشکورو (انگلیسی: Haris Škoro؛ زادهٔ ۲ سپتامبر ۱۹۶۲) بازیکن فوتبال اهل یوگسلاوی بود.
از باشگاه‌هایی که در آن بازی کرده‌است می‌توان به باشگاه فوتبال تورینو، باشگاه فوتبال دینامو زاگرب، باشگاه فوتبال زوریخ، و باشگاه فوتبال ژلیزنیچار سارایوو اشاره کرد.
وی همچنین در تیم ملی فوتبال یوگسلاوی بازی کرده‌است.